# Oskar Lange

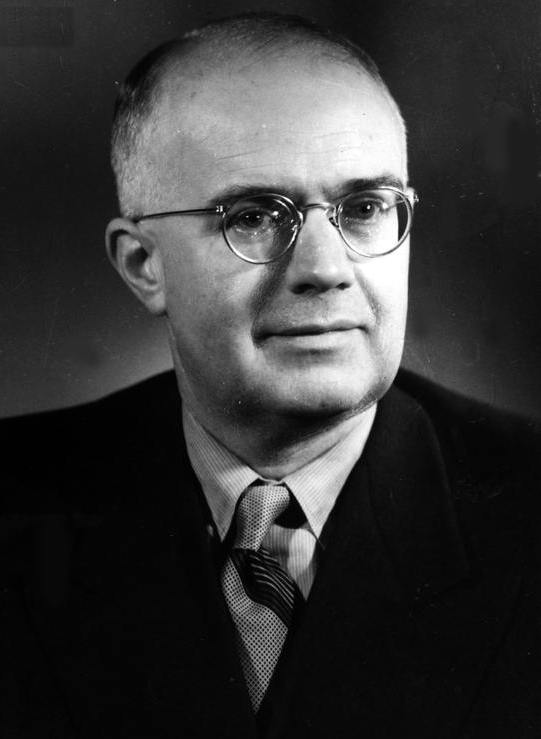
Oskar Lange

Oskar Ryszard Lange (* 27. Juli 1904 in Tomaszów Mazowiecki; † 2. Oktober 1965 in London) war ein polnischer Wirtschaftswissenschaftler und Politiker.

## Leben
Oskar Lange wurde als Sohn des evangelischen Textilfabrikanten Arthur Julius Lange und seiner Frau Sophie Albertine geb. Rosner am 27. Juli 1904 in Tomaszów Mazowiecki geboren. Seine Vorfahren waren zu Beginn des 19. Jahrhunderts aus Deutschland nach Polen eingewandert. Von 1918 bis 1922 besuchte er das dortige Philologische Gymnasium. Das Erleben des Elends und der Massenarbeitslosigkeit nach dem Ersten Weltkrieg veranlasste ihn schon früh zu einem politischen Engagement. Er schloss sich der polnischen sozialistischen Bewegung an und gründete 1920 eine Abteilung des „Verbands der polnischen sozialistischen Jugend“ (ZPMS). Nach dem Schulabschluss im Jahr 1922 verließ er seine Heimatstadt und studierte Ökonomie, Wirtschaftsgeschichte und mathematische Statistik, zunächst an der Adam-Mickiewicz-Universität Posen und ab 1923 an der Jagiellonen-Universität in Krakau, wo er 1928 promovierte und anschließend Statistik lehrte. 1932 heiratete er Dr. Irene Oderfeld.
1934 ging er dank eines Stipendiums zuerst nach London und später nach New York City. 1938–1945 war Lange an der University of Chicago als Professor tätig. 1944 brach er die Zusammenarbeit mit der legitimen polnischen Exilregierung in London ab und unterstützte nun das Lubliner Komitee, eine von der Sowjetunion eingesetzte kommunistische Gegenregierung in Polen. Er war zuvor vom sowjetischen Geheimdienst NKWD als Informant angeworben worden. 1945 wurde er Botschafter der Volksrepublik Polen in Washington. 1947 kehrte Lange nach Polen zurück.
1949–1956 lehrte er an der Hochschule für Planung und Statistik in Warschau, an der er 1952–1955 auch Rektor war. 1955–1957 war er Stellvertretender Vorsitzender des Staatsrates der Volksrepublik Polen und 1957–1963 Vorsitzender des Wirtschaftsrates beim Ministerrat.
Oskar Lange entwickelte, wie auch Abba P. Lerner, ein Modell des Konkurrenzsozialismus, das sich von der reinen Planwirtschaft unterschied. Es wurde auch als Dritter Weg bekannt.

## Veröffentlichungen (Auswahl)
- Politische Ökonomie. Zwei Bände, Europäische Verlagsanstalt, Frankfurt am Main 1963/1968
- Entwicklungstendenzen der modernen Wirtschaft und Gesellschaft. Eine sozialistische Analyse, Europa-Verlag, Wien 1964
- (mit Fred M. Taylor): On the economic theory of socialism, McGraw-Hill, New York 1965
- Wholes and parts. A general theory of system behaviour, Pergamon Press, Oxford 1965
- Ganzheit und Entwicklung in kybernetischer Sicht, Akademie-Verlag, Berlin 1966
- Einführung in die Ökonometrie, Mohr, Tübingen 1968
- Optimale Entscheidungen. Grundriß der Optimierungsrechnung, Akademie-Verlag, Berlin 1968
- Theory of reproduction and accumulation, Pergamon Press, Oxford 1969
- Papers in econometrics and sociology 1930–1960, Pergamon Press, Oxford 1970, ISBN 0-08-012352-X.
- Einführung in die ökonomische Kybernetik, Mohr, Tübingen 1970
- Optimal decisions. Principles of programming, Pergamon Press, Oxford 1971

- Ökonomisch-theoretische Studien, Europäische Verlagsanstalt, Frankfurt am Main 1977, ISBN 3-434-30172-0 und 3-434-30175-5